# Sissy
Pour les articles homonymes, voir Sissy (homonymie).
Sissy est une commune française située dans le département de l'Aisne, en région Hauts-de-France.

## Géographie

### Communes limitrophes
| Mesnil-Saint-Laurent | Regny              |           |
| Itancourt            | Sissy              | Thenelles |
| Mézières-sur-Oise    | Châtillon-sur-Oise | Ribemont  |

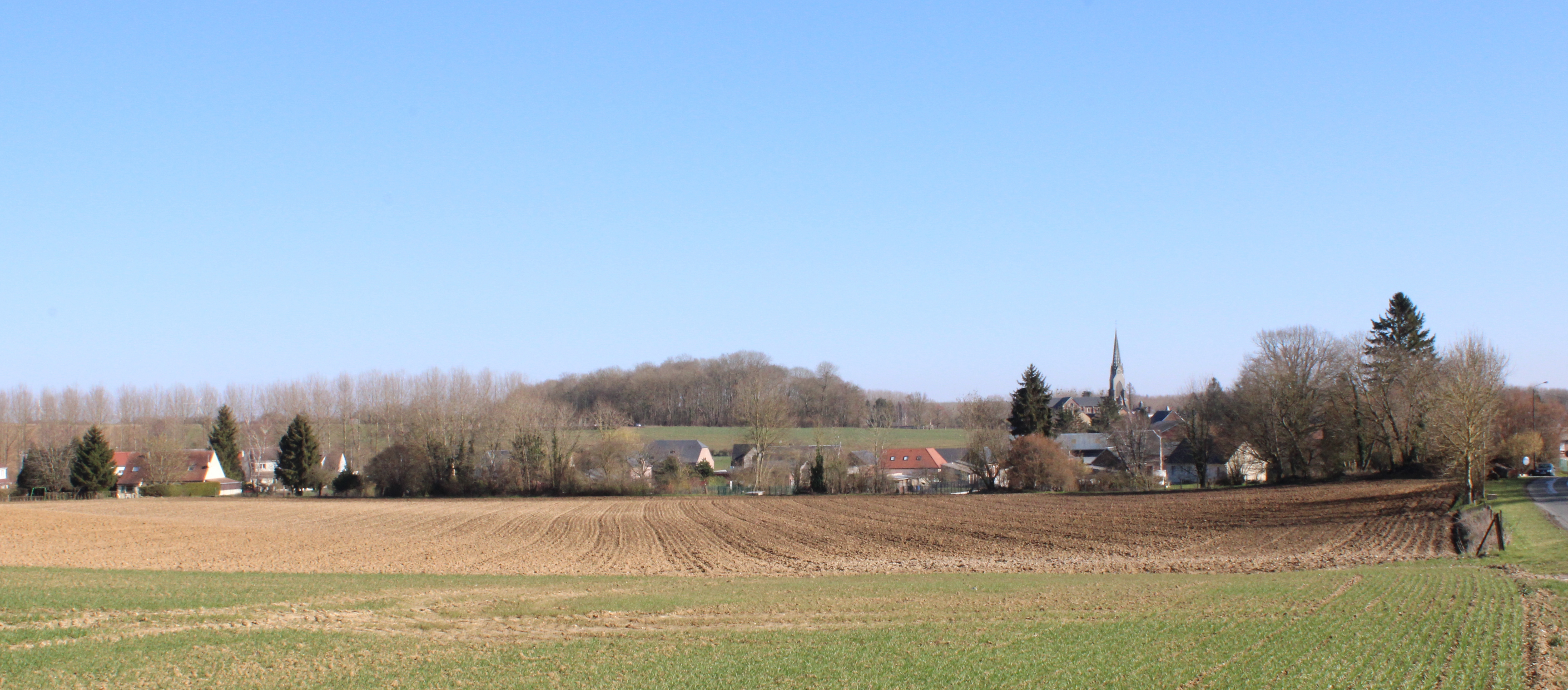
Panorama du village.

Sissy se trouve sur la route départementale 12 qui relie Saint-Quentin, la sous-préfecture, à 12 kilomètres au nord-ouest à Ribemont, le chef-lieu de canton, à 2 kilomètres au sud-est.  
La commune se situe sur les bords de la rivière Oise et plusieurs bras de la rivière ainsi que le canal de la Sambre à l'Oise traversent le village.

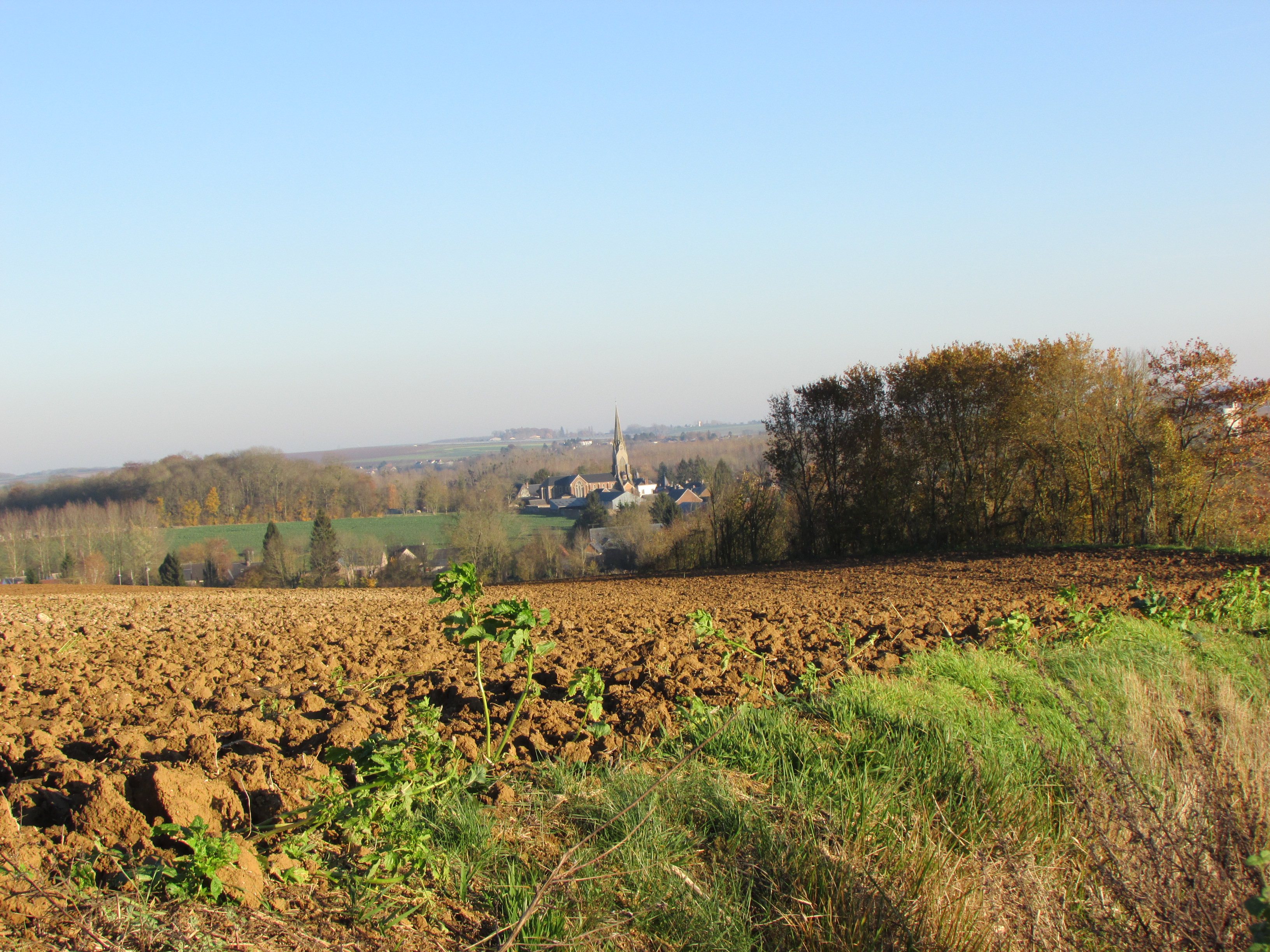
Vue générale depuis la route de Sissy.
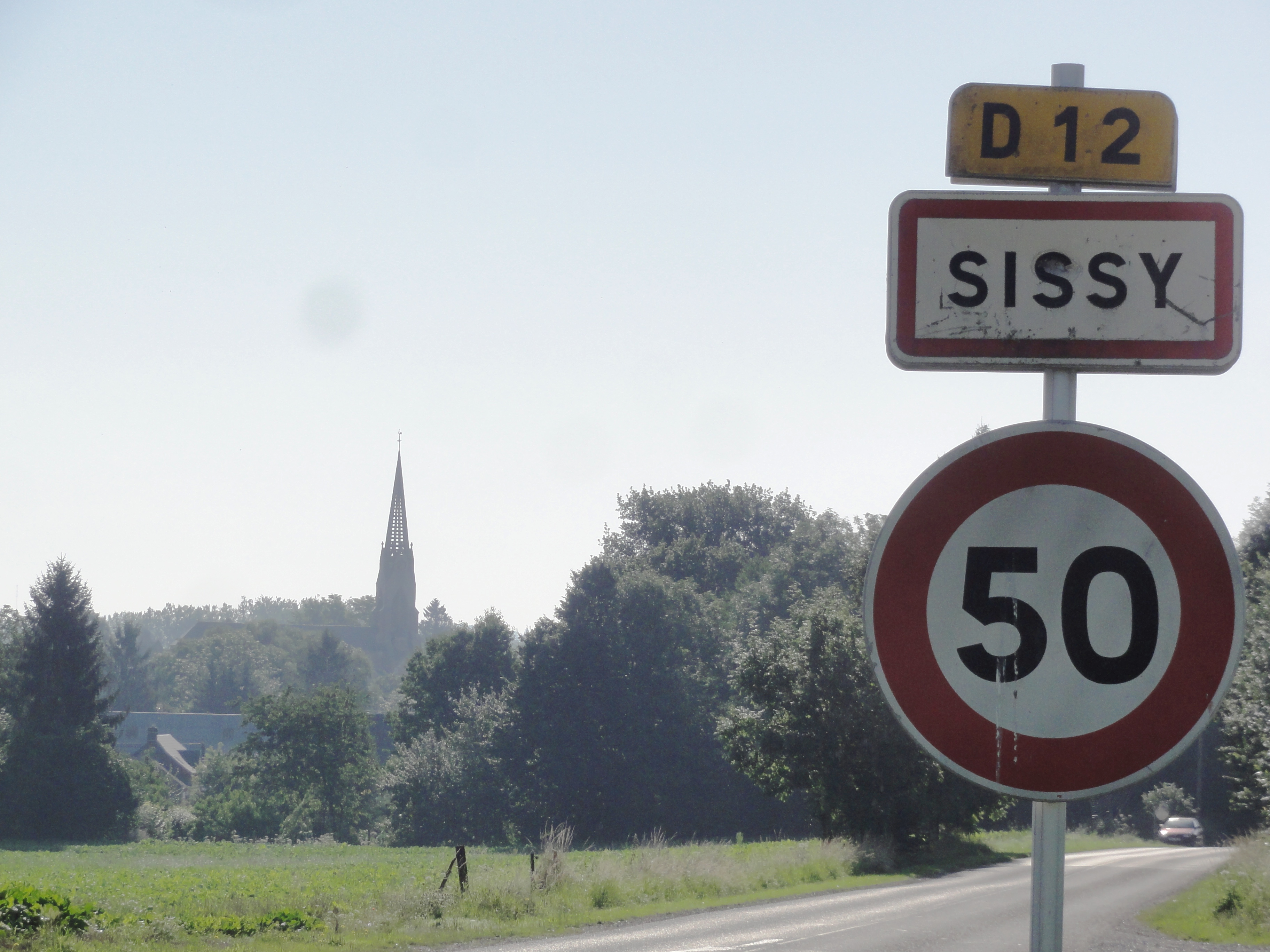
Entrée de Sissy par la D 12.
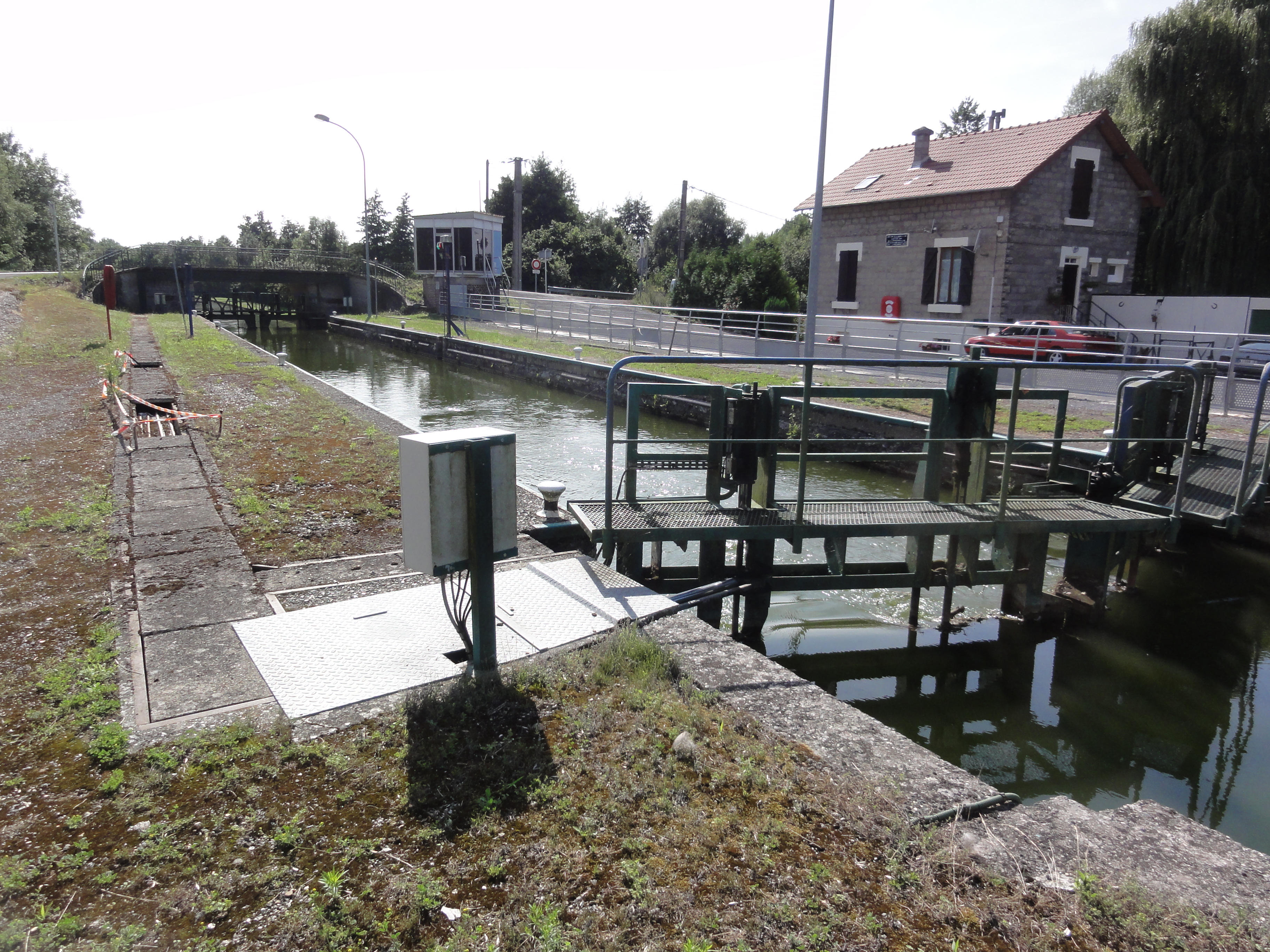
Canal de la Sambre à l'Oise écluse no 28 à Sissy.

### Hydrographie
La commune est traversée par la ligne de partage des eaux entre les bassins hydrographiques Artois-Picardie et Seine-Normandie. Elle est drainée par le canal de la commune de Mézières-sur-Oise, le canal de la Sambre à l'Oise, le cours d'eau 12 de la commune de Sissy, divers bras de l'Oise et le canal du Moulin,.
Le canal de la commune de Mézières-sur-Oise est un canal, chenal non navigable de 11 km qui prend sa source dans la commune dedans la commune de Origny-Sainte-Benoite et se termines à Alaincourt, après avoir traversé neuf communes.

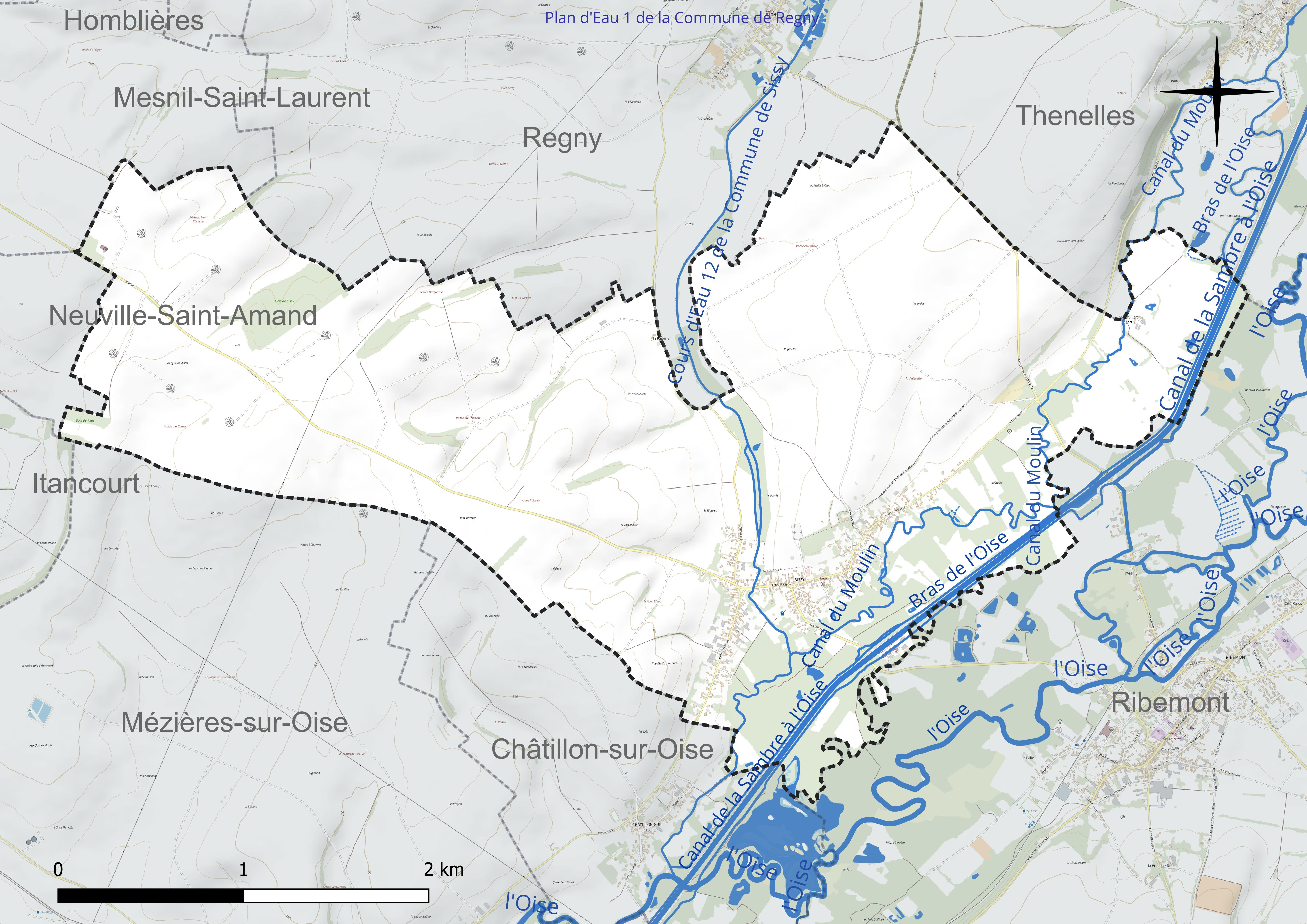
Réseau hydrographique de Sissy.

### Climat
Pour des articles plus généraux, voir Climat des Hauts-de-France et Climat de l'Aisne.
En 2010, le climat de la commune est de type climat océanique dégradé des plaines du Centre et du Nord, selon une étude du CNRS s'appuyant sur une série de données couvrant la période 1971-2000. En 2020, Météo-France publie une typologie des climats de la France métropolitaine dans laquelle la commune est dans une zone de transition entre le climat océanique et le climat océanique altéré et est dans la région climatique Nord-est du bassin Parisien, caractérisée par un ensoleillement médiocre, une pluviométrie moyenne régulièrement répartie au cours de l'année et un hiver froid (3 °C).
Pour la période 1971-2000, la température annuelle moyenne est de 10,5 °C, avec une amplitude thermique annuelle de 14,8 °C. Le cumul annuel moyen de précipitations est de 704 mm, avec 11,6 jours de précipitations en janvier et 8,8 jours en juillet. Pour la période 1991-2020, la température moyenne annuelle observée sur la station météorologique la plus proche, située sur la commune de Fontaine-lès-Clercs à 15 km à vol d'oiseau, est de 10,8 °C et le cumul annuel moyen de précipitations est de 683,4 mm,. Pour l'avenir, les paramètres climatiques de la commune estimés pour 2050 selon différents scénarios d'émission de gaz à effet de serre sont consultables sur un site dédié publié par Météo-France en novembre 2022.

## Urbanisme

### Typologie
Au 1er janvier 2024, Sissy est catégorisée commune rurale à habitat dispersé, selon la nouvelle grille communale de densité à 7 niveaux définie par l'Insee en 2022.
Elle est située hors unité urbaine. Par ailleurs la commune fait partie de l'aire d'attraction de Saint-Quentin, dont elle est une commune de la couronne,. Cette aire, qui regroupe 120 communes, est catégorisée dans les aires de 50 000 à moins de 200 000 habitants,.

### Occupation des sols
L'occupation des sols de la commune, telle qu'elle ressort de la base de données européenne d'occupation biophysique des sols Corine Land Cover (CLC), est marquée par l'importance des territoires agricoles (94,1 % en 2018), en augmentation par rapport à 1990 (87,8 %). La répartition détaillée en 2018 est la suivante : 
terres arables (73,2 %), prairies (12,1 %), zones agricoles hétérogènes (8,8 %), zones urbanisées (5,7 %), eaux continentales (0,2 %).
L'évolution de l'occupation des sols de la commune et de ses infrastructures peut être observée sur les différentes représentations cartographiques du territoire : la carte de Cassini (XVIIIe siècle), la carte d'état-major (1820-1866) et les cartes ou photos aériennes de l'IGN pour la période actuelle (1950 à aujourd'hui).

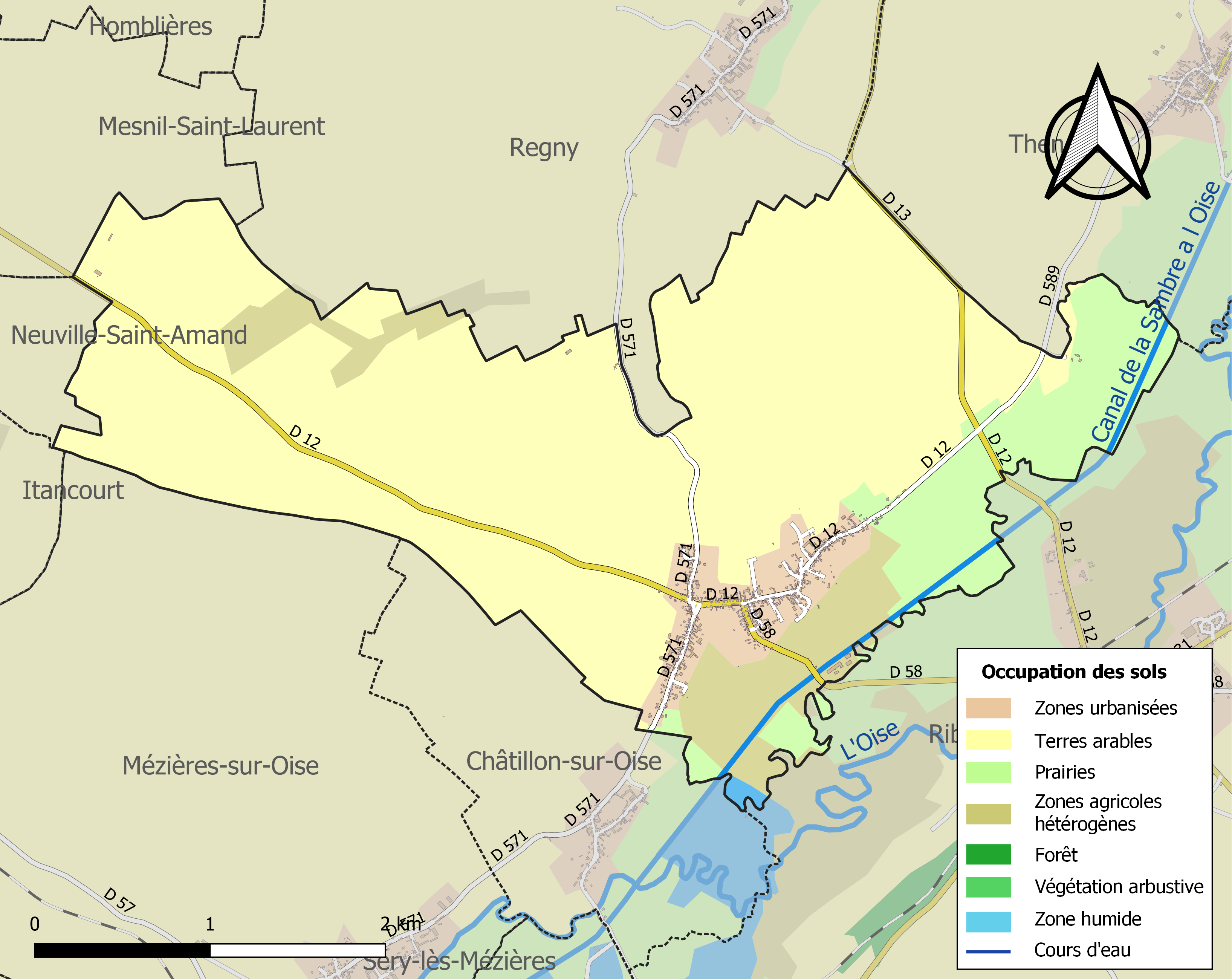
Carte de l'occupation des sols de la commune en 2018 (CLC).

## Toponymie
Le nom de la localité est attesté sous les formes Sissi (1157) ; Sisi (1165) ; Sessiacum (1168) ; Syssi (1246) ; Sissiacus (1248) ; Cissy (1295) ; Sisiacus (XIIIe siècle) ; Syssy (1340) ; Sysi (1577).

## Politique et administration

### Découpage territorial
La commune de Sissy est membre de la communauté de communes du Val de l'Oise, un établissement public de coopération intercommunale (EPCI) à fiscalité propre créé le 1er janvier 2014 dont le siège est à Mézières-sur-Oise. Ce dernier est par ailleurs membre d'autres groupements intercommunaux.
Sur le plan administratif, elle est rattachée à l'arrondissement de Saint-Quentin, au département de l'Aisne et à la région Hauts-de-France. Sur le plan électoral, elle dépend du  canton de Ribemont pour l'élection des conseillers départementaux, depuis le redécoupage cantonal de 2014 entré en vigueur en 2015, et de la troisième circonscription de l'Aisne  pour les élections législatives, depuis le dernier découpage électoral de 2010.

### Administration municipale
| Période                                  | Période                   | Identité        | Étiquette | Qualité                                   |
| ---------------------------------------- | ------------------------- | --------------- | --------- | ----------------------------------------- |
| Les données manquantes sont à compléter. |                           |                 |           |                                           |
| mars 2001                                | mars 2008                 | Alain Delacroix |           |                                           |
| mars 2008                                | mars 2014                 | Hubert Venet    |           |                                           |
| mars 2014                                | En cours (au 23 mai 2020) | Didier Amasse   | SE        | Industriel Réélu pour le mandat 2020-2026 |

## Démographie
L'évolution du nombre d'habitants est connue à travers les recensements de la population effectués dans la commune depuis 1793. Pour les communes de moins de 10 000 habitants, une enquête de recensement portant sur toute la population est réalisée tous les cinq ans, les populations de référence des années intermédiaires étant quant à elles estimées par interpolation ou extrapolation. Pour la commune, le premier recensement exhaustif entrant dans le cadre du nouveau dispositif a été réalisé en 2008.

En 2022, la commune comptait 490 habitants, en évolution de +3,16 % par rapport à 2016 (Aisne : −1,97 %, France hors Mayotte : +2,11 %).
| 1793 | 1800 | 1806 | 1821 | 1831 | 1836 | 1841 | 1846 | 1851 |
| ---- | ---- | ---- | ---- | ---- | ---- | ---- | ---- | ---- |
| 755  | 794  | 872  | 912  | 918  | 930  | 985  | 974  | 940  |

| 1856 | 1861 | 1866 | 1872 | 1876 | 1881 | 1886 | 1891 | 1896 |
| ---- | ---- | ---- | ---- | ---- | ---- | ---- | ---- | ---- |
| 964  | 925  | 900  | 884  | 930  | 975  | 935  | 942  | 900  |

| 1901 | 1906 | 1911 | 1921 | 1926 | 1931 | 1936 | 1946 | 1954 |
| ---- | ---- | ---- | ---- | ---- | ---- | ---- | ---- | ---- |
| 907  | 808  | 767  | 563  | 700  | 662  | 602  | 606  | 656  |

| 1962 | 1968 | 1975 | 1982 | 1990 | 1999 | 2006 | 2008 | 2013 |
| ---- | ---- | ---- | ---- | ---- | ---- | ---- | ---- | ---- |
| 607  | 591  | 513  | 510  | 483  | 502  | 495  | 493  | 481  |

| 2018 | 2022 | - | - | - | - | - | - | - |
| ---- | ---- | - | - | - | - | - | - | - |
| 477  | 490  | - | - | - | - | - | - | - |

## Culture locale et patrimoine

### Lieux et monuments

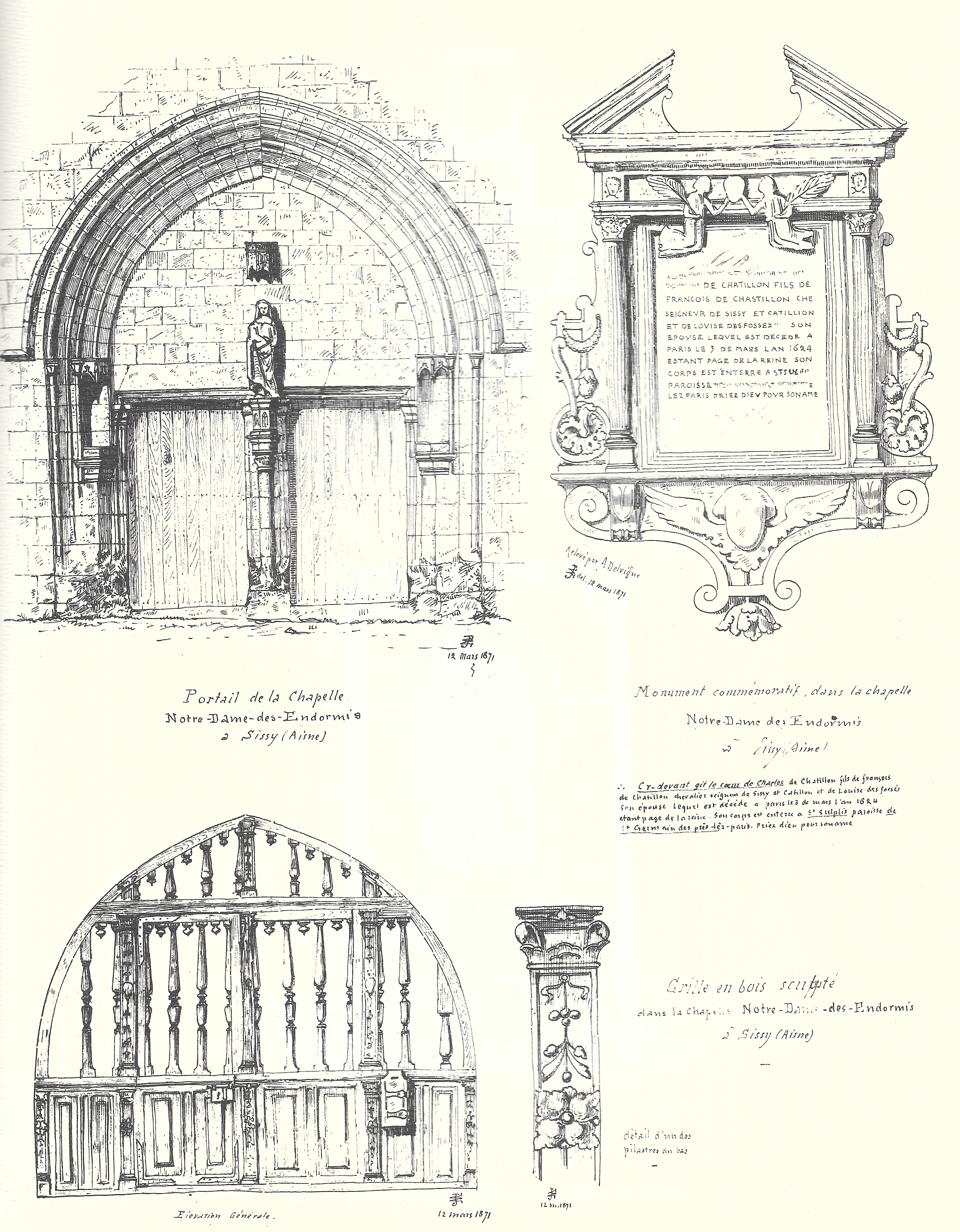
La chapelle des Endormis en 1871.
Dessin de Joachim Malézieux (1851-1906).

- Église Notre-Dame de Sissy, partiellement détruite pendant les guerres 1914-1918 et 1939-1945. Restaurée en 1930, elle a une flèche ajourée en béton armé.
- La chapelle des Dormants, ruine, classée monument historique en 1920.
- Monument aux morts.
- Croix de chemin avec une niche-oratoire dans le piédestal.
- Chapelle des Marais.
- La fontaine Notre-Dame.
- L'écluse sur le canal de la Sambre à l'Oise.

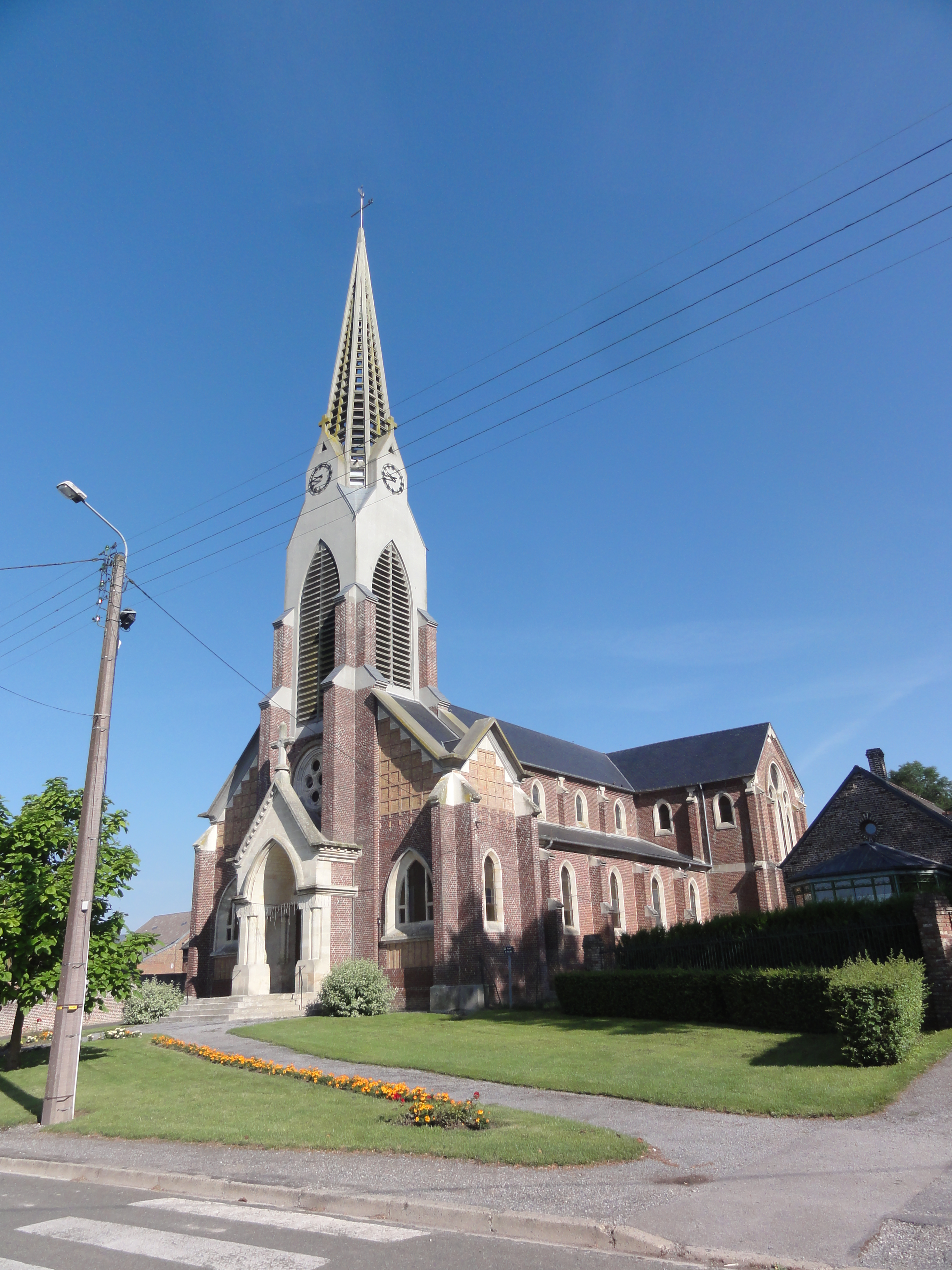
Église Notre-Dame.
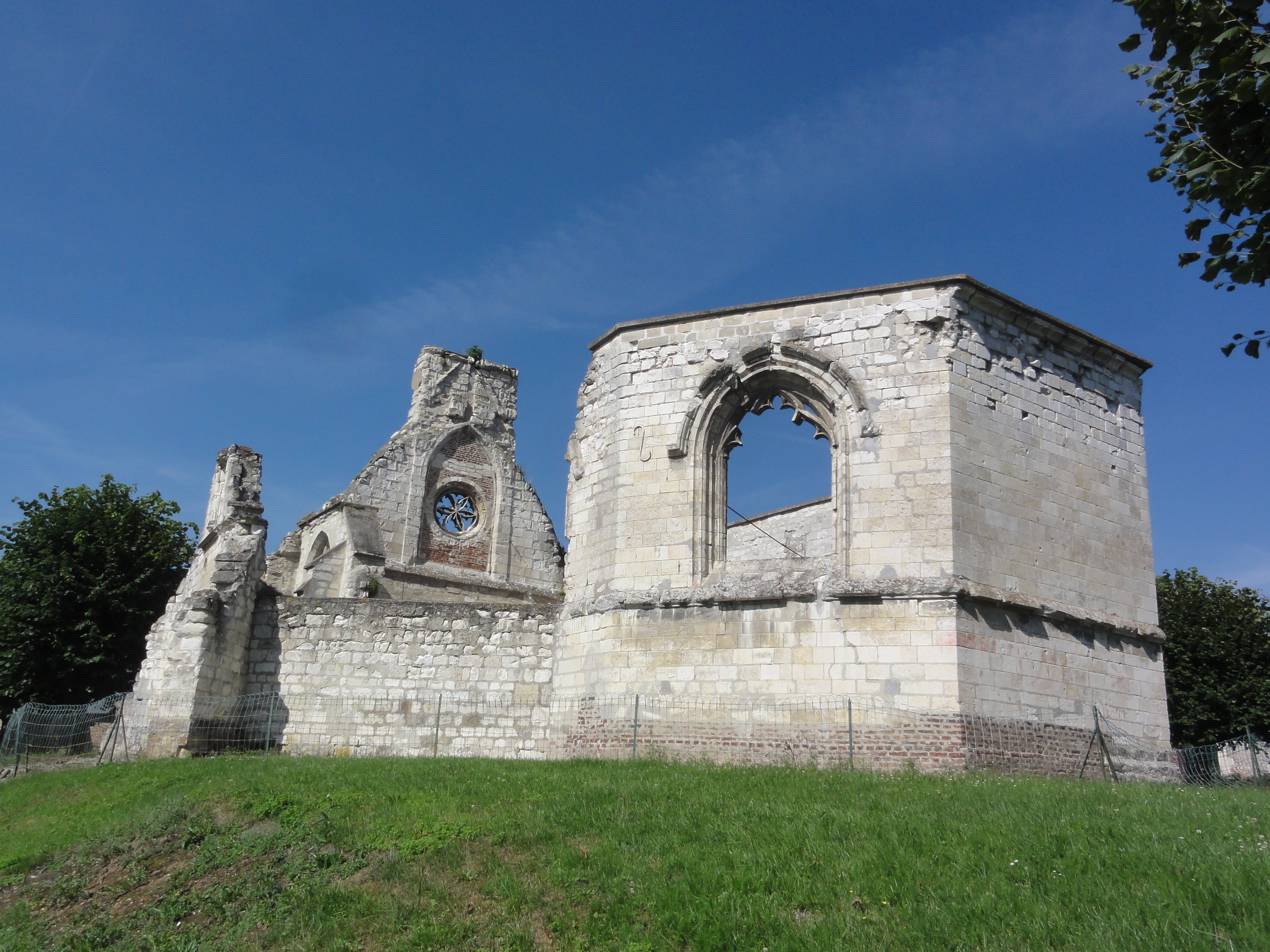
Chapelle des Dormants.
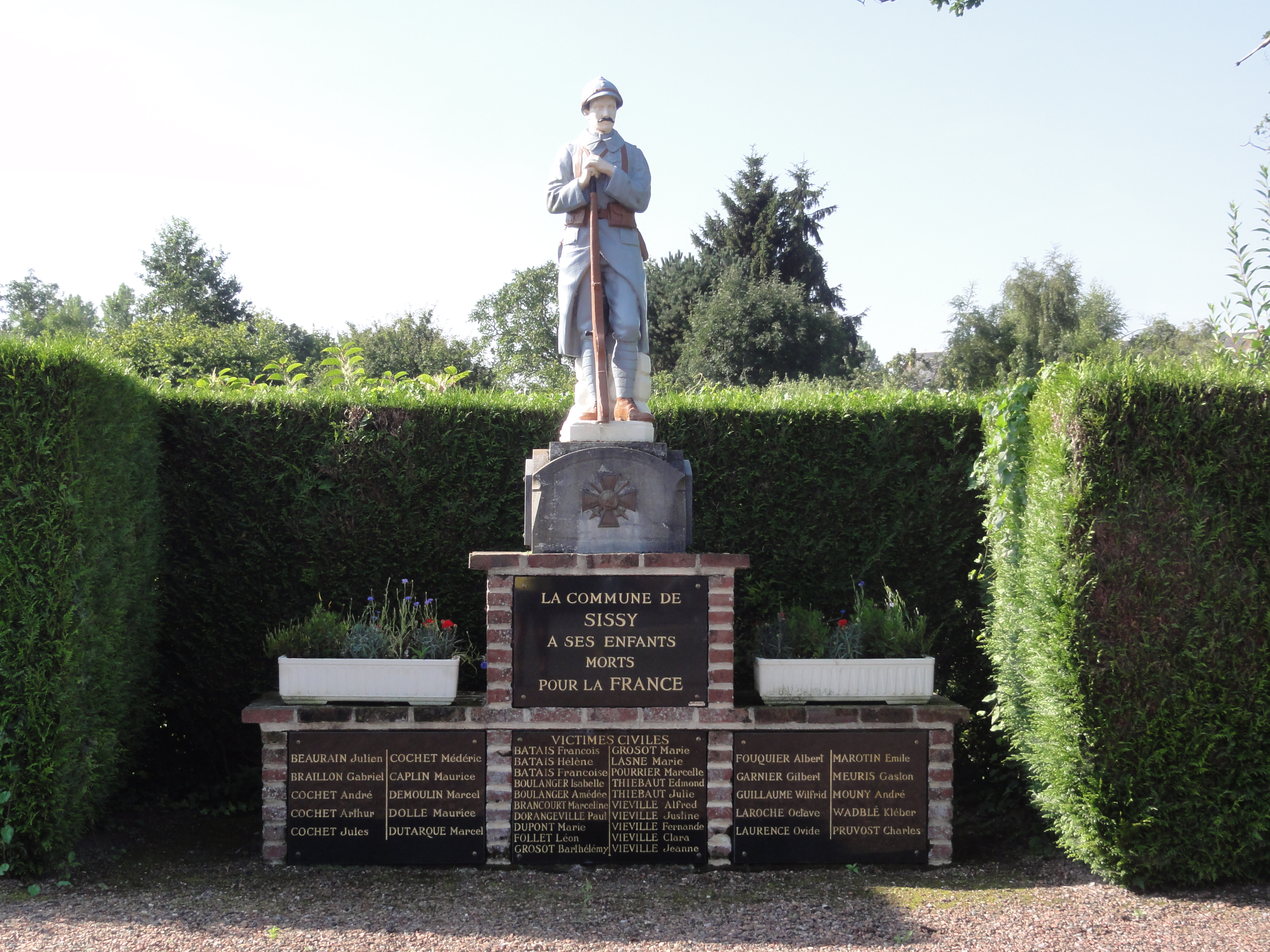
Monument aux morts.
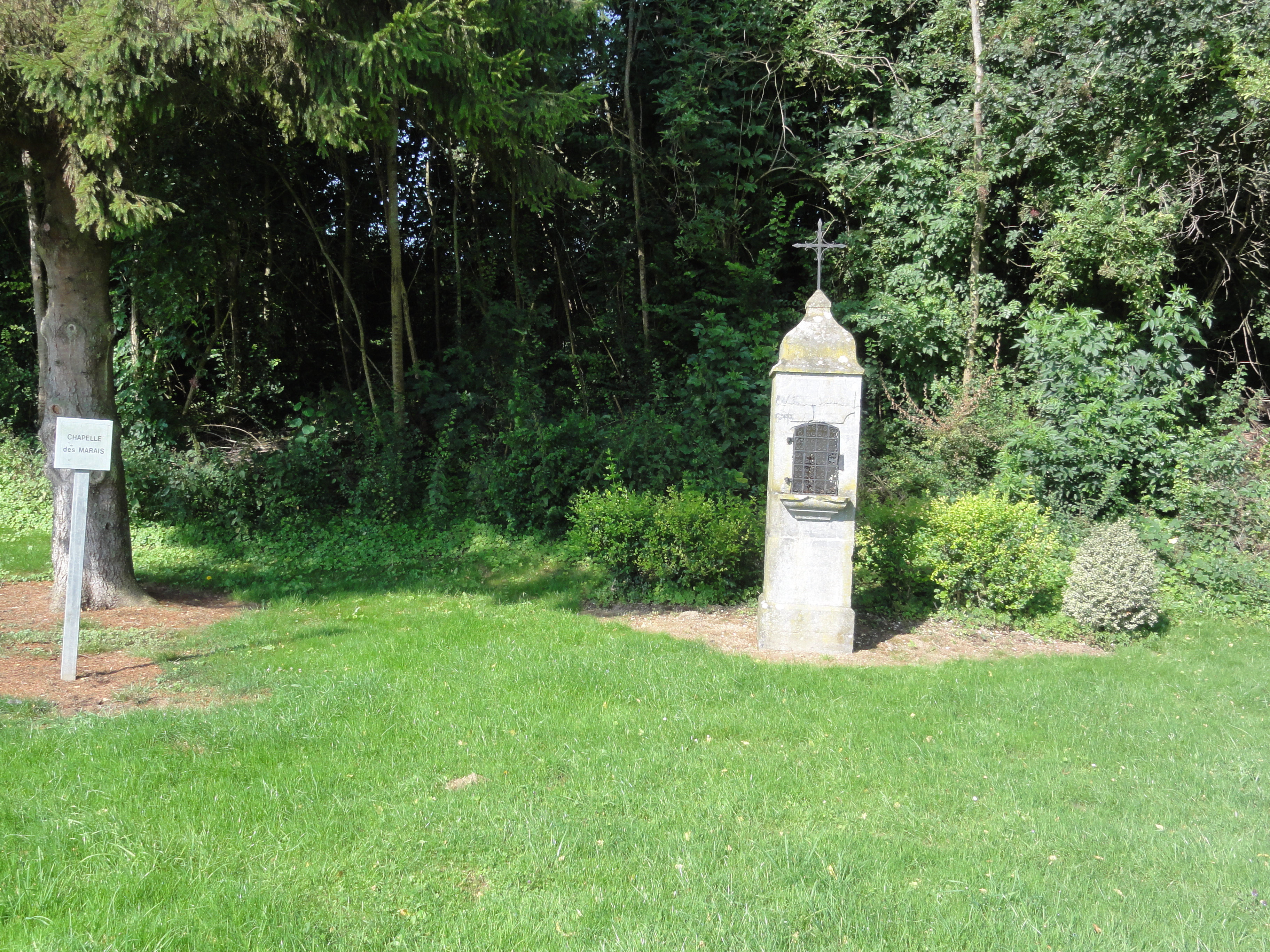
Chapelle des Marais.
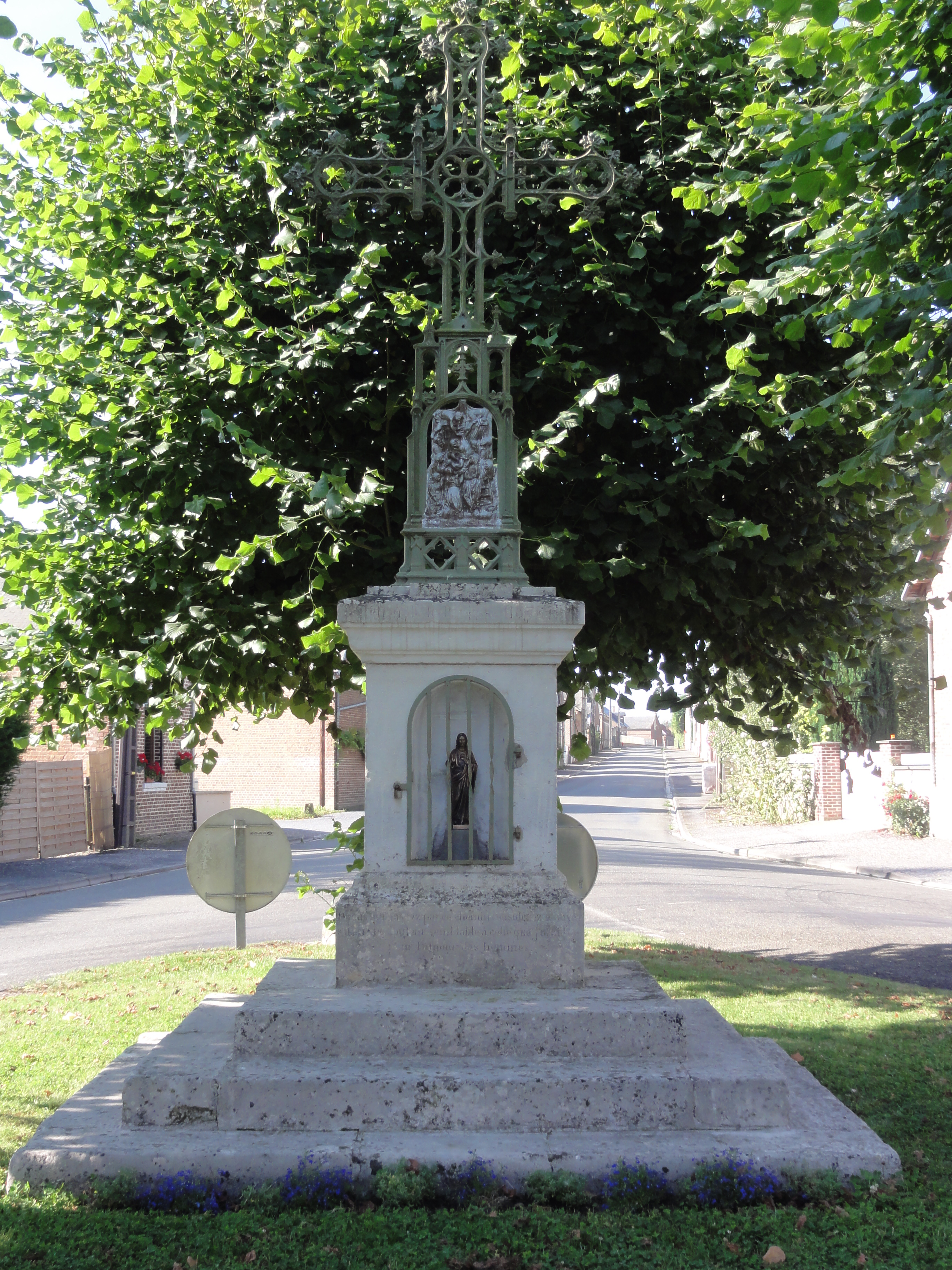
Oratoire-croix.

### Héraldique
| Blason de Sissy | Blason  | Parti : au 1er d'azur au lion d'or, au 2e tiercé en fasce : au I d'or à la fleur de lis de gueules, au II d'azur à la tour d'or, au III d'azur à trois croisettes d'or rangées en fasce. |
| Blason de Sissy | Détails | Le statut officiel du blason reste à déterminer. |